# Зарецький Петро Оникійович
Зарецький Петро Оникійович (1800 — після 1854) — генерал-майор.

## Біографія
Походив із дворян Сосницького повіту (можливо, з м. Коропа) Чернігівської губернії. Ні маєтку, ні кріпосних селян не мав.
На військовій службі з 1815 року; з 26.2.1820 — офіцер. Поручик Пензенського піхотного полку, був притягнутий до відповідальності за недонесення про таємне Товаристві об'єднани слов'ян і місяць перебував в ув'язненні. Потім продовжував службу у 3-й піхотній дивізії, де знаходився під суворим наглядом.
У 1854 р. — генерал-майор, командувач резервної бригади 21-й піхотної дивізії.

## Нагороди
4 грудня 1843 р. підполковник Петро Оникійович Зарецький став кавалером ордена Святого Георгія IV класу (№ 6995).